# Bagaha
Bagaha è una suddivisione dell'India, classificata come municipality, di 91.383 abitanti, situata nel distretto del Champaran Occidentale, nello stato federato del Bihar. In base al numero di abitanti la città rientra nella classe II (da 50.000 a 99.999 persone).

## Geografia fisica
La città è situata a 27° 6' 0 N e 84° 4' 60 E e ha un'altitudine di 79 m s.l.m..

## Società

### Evoluzione demografica
Al censimento del 2001 la popolazione di Bagaha assommava a 91.383 persone, delle quali 48.455 maschi e 42.928 femmine. I bambini di età inferiore o uguale ai sei anni assommavano a 17.280, dei quali 8.962 maschi e 8.318 femmine. Infine, coloro che erano in grado di saper almeno leggere e scrivere erano 35.058, dei quali 22.966 maschi e 12.092 femmine.